# Fulgoraria
Fulgoraria is een geslacht van weekdieren uit de klasse van de Gastropoda (slakken).

## Soorten
- Fulgoraria alforum Thach, 2014
- Fulgoraria allaryi Bail, 2005
- Fulgoraria bailorum Thach, 2014
- Fulgoraria callomoni Thach, 2015
- Fulgoraria cancellata Kuroda & Habe, 1950
- Fulgoraria carnicolor Bail & Chino, 2010
- Fulgoraria chinoi Bail, 2000
- Fulgoraria clara (G. B. Sowerby III, 1914)
- Fulgoraria concinna (Broderip, 1836)
- Fulgoraria daviesi (Fulton, 1938)
- Fulgoraria elongata Shikama, 1962
- Fulgoraria ericarum Douté, 1997
- Fulgoraria formosana Azuma, 1967
- Fulgoraria hamillei (Crosse, 1869)
- Fulgoraria hirasei (G. B. Sowerby III, 1912)
- Fulgoraria humerosa Rehder, 1969
- Fulgoraria kamakurensis Otuka, 1949
- Fulgoraria kaneko Hirase, 1922
- Fulgoraria kaoae Bail, 2008
- Fulgoraria leviuscula Rehder, 1969
- Fulgoraria megaspira (G. B. Sowerby I, 1844)
- Fulgoraria mentiens (Fulton, 1940)
- Fulgoraria noguchii Hayashi, 1960
- Fulgoraria philippsi Thach, 2016
- Fulgoraria rupestris (Gmelin, 1791)
- Fulgoraria smithi (G. B. Sowerby III, 1901)